# Alberto Jesús López

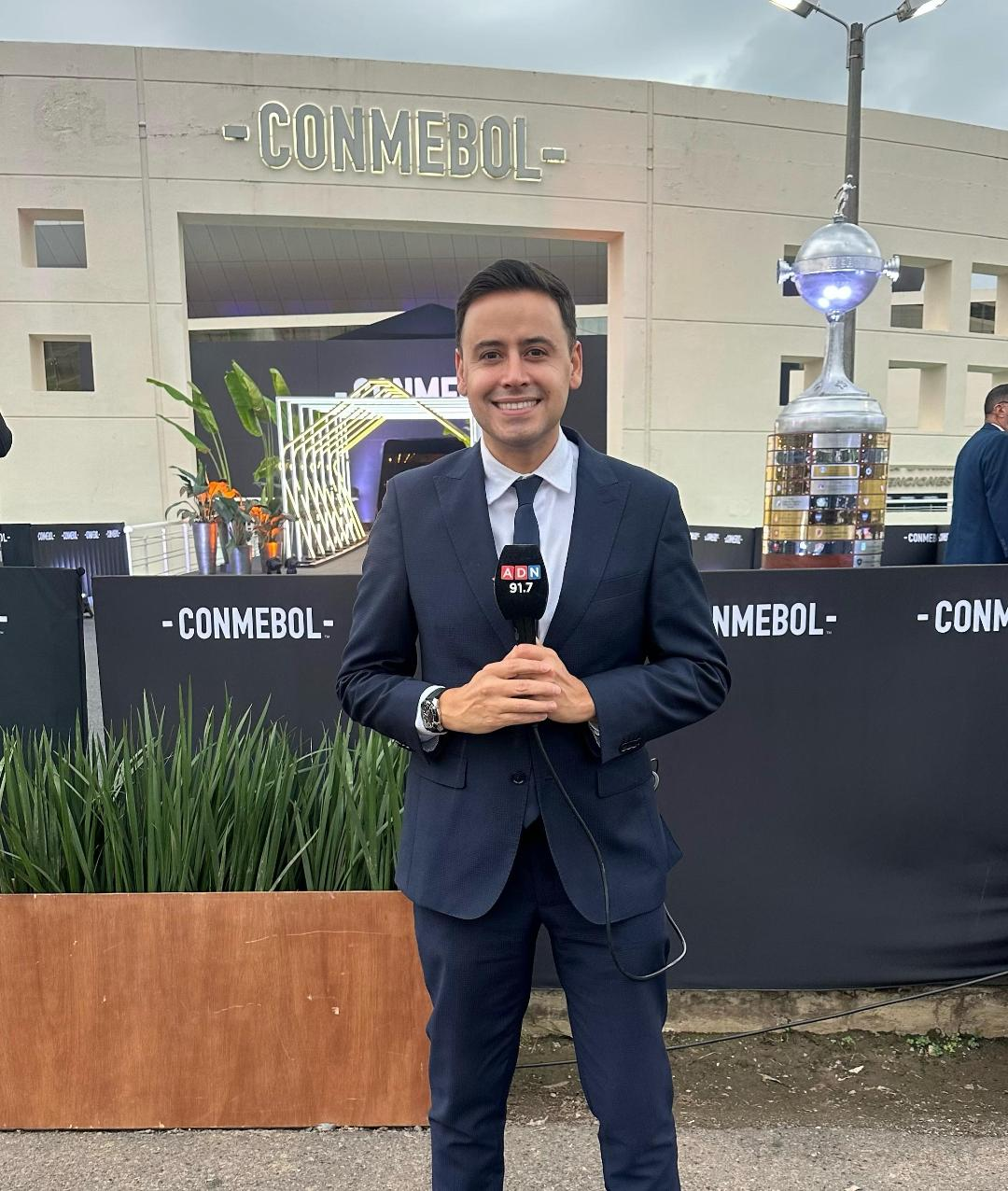
https://upload.wikimedia.org/wikipedia/commons/thumb/e/e5/Alberto_Jes%C3%BAs_L%C3%B3pez.jpg/500px-Alberto_Jes%C3%BAs_L%C3%B3pez.jpg

Alberto Jesús López Lazo (Santiago, 31 de julio de 1981) es un periodista y relator deportivo de radio y televisión chileno. Es conocido como El Trovador del Gol por las frases y poemas que aplica al momento de gritar un gol. 

## Biografía
Alberto Jesús López es chileno de nacimiento, pero gran parte de su vida la pasó en Paraguay por casi dos décadas. A los 19 años después de asistir a un casting de locutores en la capital guaraní para un programa de televisión del canal 2 ex TEVEDOS, logra quedarse con uno de los dos cupos disponibles y  comienza a trabajar en un espacio de lunes a viernes. De manera simultánea comienza a desempeñarse como conductor de tres espacios radiales. 
López y su familia vuelven a Chile, donde logra integrarse a las filas de Radio Nuevo Mundo como conductor de un programa dedicado exclusivamente a la selección chilena de fútbol, luego pasa como relator a Radio Nacional de Chile, posteriormente a Radio Santiago, W Radio. Cabe destacar también su paso por CDF y TVN
Continúa su labor en ADN Radio Chile con ADN Deportes, en donde relata partidos del fútbol chileno. También ha estado en Mega donde relató los relatos en los partidos de la Selección Chilena para la clasificatorias rumbo al Mundial de Rusia 2018, y en Telecanal durante la Eurocopa 2016 cuya transmisión de la final alcanzó un histórico índice de audiencia llegando a 16 puntos, resultado inédito para este canal.[cita requerida]
Conjunto con su llegada al CDF su primer encuentro fue entre San Luis y O'Higgins.
En febrero del 2022, volvió a la televisión, narrando en TVN, junto a Pedro Carcuro algunos partidos de la Primera División de Chile
Es furibundo hincha del Club Cerro Porteño.

### Logros
Apareció en el Top 10 del un ranking de relatores latinos populares durante la Copa Mundial de Fútbol de 2014 realizada por un diario deportivo brasileño. Entre otros narradores aparecen: Christian Martinoli, Alejandro Fantino, Luiz Carlos Júnior, Pablo Giralt, Mariano Closs, Gabriel Regueira, Galvão Bueno, Javier Fernández Franco y Noé Vázquez.
Fue galardonado por la Ilustre Municipalidad de Puerto Montt por su aporte a la ciudad con sus relatos emblemáticos del Club Deportes Puerto Montt.
Fue nombrado visita ilustre en la ciudad de Lambaré (Paraguay) distinción otorgada por la Municipalidad de dicha localidad por la difusión del idioma guaraní en el extranjero.
Fue reconocido por Juan Carlos Amoroso animador argentino, creador de los premios Luis Alberto del Paraná y por Michael Vargas comunicador paraguayo con más de 40 años de trayectoria por el aporte de López a los medios de comunicación paraguayos y por el uso del idioma guaraní.
Fue destacado por la prensa de Brasil producto de su vibrante relato en la conquista del Flamengo de la Copa Libertadores en Lima-Perú frente a River Plate de Argentina.
El canal 4 de Uruguay dedicó un bloque del programa "Vamo Arriba" para analizar su emocionante narración en la victoria uruguaya sobre la selección brasileña vía lanzamientos penales en la Copa América que significó la clasificación charrúa a las semifinales del torneo.
La prensa de Perú agradeció la emoción del relator chileno en la clasificación de la selección incaica a la cita mundialista después de muchos años de ausencia.
Fue homenajeado en el Maracanã por la prensa del Flamengo siendo reconocido por su forma emocionante al relatar los goles del título del Mengão en La Libertadores.
Controversias
=Datos amparados por  Ley N°21719 que regula la Protección y el Tratamiento de los Datos Personales y crea la Agencia de Protección de Datos Personales  y Ley Nº 19.628 sobre protección de la Vida privada  o Protección de Datos de Carácter personal Chile  

## Frases tradicionales
- "Se vienen, ¡se vienen, se vienen, se vienen, se vienen!, ¡se vinieron, se vinieron, se vinieron, se vinieron!, ¡se vinieron al terreno de juego!", (cuando ingresan los jugadores a la cancha)
- "¡Pito a la boca, pito a la boca! ¡Comenzó, Comenzó, Comenzó!", (cuando el árbitro ya tocó el pitazo inicial)
- "¡Pito a la boca, pito a la boca! ¡Comenzó, Comenzó, Comenzó!", comenzó a rodar la pelota en el estadio [nombre del estadio de que se trate]"
- "A rodar la pelotita aquí en el gramado del [nombre del estadio de que se trate]", (cuando comienza a rodar el balón en un estadio dentro y fuera de Santiago)
- "A rodar la pelotita aquí en el Pasional", (cuando comienza a rodar el balón en el estadio Nacional)
- "A rodar la pelotita aquí en el Campeonódromo", (cuando comienza a rodar el balón en el estadio Monumental)
- "¡Terminó, Terminó, Terminó!, Terminaron los primeros 45 minutos de partido aquí en el [nombre del estadio de que se trate]", al concluir el primer tiempo
- "Señoras y Señores, ¡Terminó, Terminó, Terminó!, ¡Terminó el partido señoras y señores! Aquí en el [nombre del estadio de que se trate]", ya finalizado el partido
- "Psst Psst, perfumando la pelotita con aroma de gol", (cuando se está a punto de anotar un gol)
- "Tiro libre en forma oblicua", (cuando se está dando un tiro libre por el costado)
- "Saque manual que le pertenece al [nombre del equipo de que se trate]!", (cuando se da saque a un costado de la cancha)
- "Pensé que lo cantaba!", (cuando un jugador pierde una buena ocasión de gol)
- "Goooooooooooooool!"
- "Grítalo si eres chileno!" (cuando se anota un gol o sucede un triunfo importante de la selección chilena)
- "Grítalo si eres albo!" (cuando se anota un gol o sucede un triunfo importante de Colo-Colo)
- "Grítalo si eres azul!" (cuando se anota un gol o sucede un triunfo importante de Universidad de Chile)
- "Grítalo si eres cruzado!" (cuando se anota un gol o sucede un triunfo importante de Universidad Católica)
- "Grítalo si eres [apodo del equipo de que se trate]!" (cuando se anota un gol o sucede un triunfo importante de algún equipo)
- "Traigan cemento y pintura que éste jugador merece un monumento!" (cuando un jugador talentoso se da a mostrar en el campo de juego y anota un gol).
- "Señoras y Señores"
- "Por esto y por más ¡Gracias totales!", (cuando finaliza el partido).
- "Le pegó con talco, tal como venía"
- "Si era Rugby, convertía!...pero como es Fútbol saque de fondo para [nombre del equipo de que se trate]!" (cuando un tiro se va elevado varios metros por sobre la portería).
- "Que tire, que tire, que tire, que tire, que tire, que tire, que tire" (cuando un jugador que no sea delantero da un tiro, independiente del resultado)
- "Golazo dios mío, golazo!"
- "Abrazo de gol"

### Dedicadas a la Selección Chilena
- "Suerte y éxito, Roja linda y querida!"
- "Vamos a levantarse, Roja linda y querida!"
- "Grande la roja linda y querida!"
- "La roja hoy más linda que nunca!"
- "Lo gana la roja linda y querida!"
- "Lo gana la República de Hualqui linda y querida!"